# Sant Miquel dels Omellons
Sant Miquel dels Omellons és una església del municipi dels Omellons (Garrigues) inclosa en l'Inventari del Patrimoni Arquitectònic de Catalunya.

## Descripció
És una església de planta basilical dividida en tres naus amb un altar a l'absis, fet de guix i amb la imatge del sant titular. Tot el temple està policromat. Als peus del recinte, a la banda dreta, hi ha el campanar de base quadrangular i amb un sol pis de finestres d'arc de mig punt al capdamunt.
La façana principal és força austera. Té una única porta d'entrada, flanquejada per pilastres adossades que sustenten un petit frontó amb motllures llises, de forma semicircular i sense decoració al timpà. Per sobre hi ha una rosassa i, a banda i banda, dos pilastres recorren tota la façana aguantant un entaulament format per una cornisa i un frontó triangular amb un òcul al centre.

## Història
El poble havia pertangut al valiot de Sinsana i va ésser repoblat per Ramon Berenguer IV els mateixos dies de l'expugnació de Lleida, segle xii.
En un primer moment la parròquia depenia del bisbat de Vic, per passar entre 1146 i 1154 a l'arquebisbat de Tarragona. Sant Miquel devia ser una sufragània de la parròquia de Vinaixa, d'aquí que no consti a les butlles papals del segle xii. La seva jurisdicció corresponia a l'abat de la Cartoixa d'Escaladei (1831).